# Europska računalna diploma
Europska računalna diploma je međunarodno priznata potvrda informatičke pismenosti, koja jamči vlasniku poznavanje rada na računalu prema ECDL normi. Zbog velikog uspjeha koji je ECDL postigao u Europi, program je proširen na cijeli svijet pod nazivom International Computer Driving Licence (ICDL). 
Kandidati koji žele dobiti diplomu mogu se prijaviti za ispite bilo gdje u svijetu, polagati redosljedom kojim žele, u različitim test centrima, te nakon svih položenih ispita dobiti potvrdu priznatu u cijelom svijetu. U Hrvatskoj je nositelj licence Hrvatski informatički zbor, a provodi ECDL programe zajedno s ovlaštenim testnim centrima.

## Vanjske poveznice
- Hrvatski informatički zbor
- ECDL Hrvatska
- ITdesk.info - projekt računalne e-edukacije sa slobodnim pristupom